# サメビタキ
サメビタキ（鮫鶲、学名：Muscicapa sibirica）は、ヒタキ科サメビタキ属に分類される鳥類の一種である。種小名sibiricaは「シベリアの」の意。

## 分布
アフガニスタン、インド北部、インドネシア、カザフスタン、カンボジア、シンガポール、タイ王国、大韓民国、中華人民共和国、朝鮮民主主義人民共和国、日本、ネパール、パキスタン、バングラデシュ、フィリピン、ブルネイ、ベトナム、マレーシア、ミャンマー、ラオス、ロシア東部
夏季にアフガニスタン、ヒマラヤ山脈、シベリア東部、サハリン、カムチャツカ半島などで繁殖し、冬季はユーラシア大陸南部、インドネシア、フィリピンへ南下して越冬する。日本では基亜種が夏季に北海道、本州中部以北で繁殖（夏鳥）し、本州西部以南では渡りの途中に飛来する（旅鳥）。四国でも繁殖の記録がある。

## 形態
全長13.5cm。体重12.5-17.5g。雌雄同色である。背面は暗灰褐色、腹面は白い体羽で覆われる。腹面には薄褐色の縦縞が入るが、エゾビタキほど明瞭ではない。尾は背面よりやや暗色で、翼は黒褐色である。眼の周囲の羽毛はやや汚れた白色。足は黒褐色。

## 分類
4亜種に分かれるとされる。
- Muscicapa sibirica sibirica　Gmelin, 1789　サメビタキ - など

## 生態
温帯地域では亜高山帯の針葉樹林に生息するが、亜寒帯地域では平地の針葉樹林に生息していることもある。渡りの時期には、市街地の公園でも観察されることがある。群れは形成せず、単独もしくはペアで生活する。
食性は主に動物食で、ミミズ、昆虫類などを食べる。樹上から飛翔している昆虫目掛けて飛翔し、捕食する。また、秋の渡りの時はミズキの実を食べたりもする。
繁殖形態は卵生。繁殖期に縄張りを形成する。日本では亜高山帯針葉樹林（北海道では平野でも）で繁殖する。高木の樹上に苔や地衣類（サルオガセなど）などで皿状の巣を作り、日本では6-8月に1回に3-5個の卵を産む。雌雄とも抱卵する。
「チュリチュリ チチチチ」などとさえずるが、鳴き声が小さくあまり目立たないため、むずがっているようにも聞こえる。地鳴きは「ツィー」「ジッ ジッ」など。